# Jeppe Eisner
Jeppe Eisner (født 1. februar 1952 på Frederiksberg) er en dansk maler. Jeppe Eisner er søn af maleren Ib Eisner og maleren Inger Larsen og bror til Morten Eisner.
Eisner er autodidakt maler. Eisners motivverden er ofte ligesom sin fars fra cirkus', teatrenes, forlystelses- og sportsparkernes verden.
Han har lavet plakater for blandt andet Red Barnet, Cirkus Arena, Dansk Derby og Sophienholm Operaplakat 1999.
Hvert år i november holder Jeppe udstilling i Atelier Eisner. Der er fernisering den 1. søndag i november, samme dag som der afholdes Hubertusjagt i Dyrehaven. Jeppes malerværksted i Magasinet ved siden af Eremitageslottet er også åben under Hubertusjagten.

## Udstillinger
- Henning Larsens Kunsthandel 1971-74
- Sophienholm 1971
- Charlottenborgs Forårsudstilling 1971
- Landskrona Konsthall "fra Chagall til Jeppe Eisner" 1975
- Niks Malergård
- Galerie Unicorn
- Galerie Punkt
- Cite des Arts - Paris
- Art Curial - Paris
- i 80erne udstillet i eget regi i Brøndsalen i København
- Herning Kunstmuseum
- Fodboldkunst
- Hippodrome - Paris
- Deauville Sales - Frankrig
- New York 1999
- Berlin 1999
- diverse kunstforeninger
- siden 1994 en årlig udstilling i Atelier Eisner i Klampenborg
- 2014 udstilling på GeoArt galleri og kunsthus[3]. Har tidligere i 1991 udstillet sammen med sin far og bror under titlen 3 x Eisner på GeoArt.

## Studieophold
- Litografisk arbejde hos Peter Bramsen i Paris
- flere års ophold i Paris i 70'erne
- Norge
- Sverige
- Island
- Jugoslavien
- Italien
- San Fransisco
- Venezuela
- Grækenland
- Uganda
- England
- Bali
- Berlin
- Prag
- New York
- Ecuador
- Galapagos

## Legater og priser
- Statens Kunstfond 1971-72
- Toulouse Lautrec Prisen
- Bakkens Oscar
- Prix du Jeunesse, solgt til Carlsberg

## Udsmykninger
- Restaurant "Hos Jan Hurtigkarl"
- Etoile et une Rose
- Café Pusle
- Aux Trois Megot - Paris
- Teatercafeen - Vendelbohus
- Den Røde Cottage
- Den Gule Cottage
- Det Kongelige Opfostringshus
- Oure Idrætshøjskole
- det store plankeværk om Bakkens Rutchebane
- udsmykninger i private hjem
- Cirkus Arena 1997-98-99

## Scenografier
- Tancrede
- Kaptajn Shell - Kaptajn Esso
- Den lille Prins
- Roserne springer ud
- Jorden rundt i 80 dage
- Romeo og Julie
- Teaterkatten
- En rose så rød
- diverse revyer
- Don Quixote

## Plakater
- Dyrehavsbakken
- Red Barnets jubilæumsplakat 1995
- Cirkus Arena 1997-98-99
- Dansk Derby - Klampenborg Galopbane siden 1996
- Gustavsberg 1998
- Sophienholm Operaplakat 1999

## Illustrationer, bøger
- Tolkien
- Skærsommereventyr
- Mørkets Sang
- Astmabogen
- Måned for Måned
- lokaltelefonbøger i Nordsjælland 1998
- Uzius

## Virksomhedsportrætter
- Jan Hurtigkarl
- Dansk Jernbaneforbund
- Miljø og Genbrug
- Profylakse
- FDM-globetrotter
- Kai Dige Bach
- Eksportkreditrådet
- DLG
- Lundbeck
- Pobra
- R98 - der også fik udsmykket containere